# Уиттингем, Питер
Пи́тер Майкл Уи́ттингем (англ. Peter Michael Whittingham; 8 сентября 1984, Нанитон, Уорикшир — 19 марта 2020, Кардифф) — английский футболист, полузащитник. Воспитанник «Астон Виллы». Лучший игрок «Кардиффа» сезонов 2009/10 и 2011/12 годов.

## Клубная карьера

### «Астон Вилла»
Уиттингем дебютировал за основной состав «Астон Виллы» 21 апреля 2003 года в матче против «Ньюкасла», заменив Гарета Бэрри. В следующем сезоне 2003/04 Питер стал игроком основы, приняв участие в 32 матчах команды. 23 сентября 2003 года игрок забил свой первый мяч за «Вилланов» в матче на кубок лиги против «Уикомба». По окончании того сезона Уиттингем подписал новый контракт с командой сроком до ноября 2007 года.
Но уже в следующем сезоне игрок потерял место в составе. В ноябре 2004 года футболист забил свой первый мяч в Премьер-лиге в матче против «Портсмута». За следующие несколько сезонов Уиттингем дважды отправлялся в аренду — в «Бернли» и «Дерби Каунти».

### «Кардифф»
В январе 2007 года Уиттингем перешёл в «Кардифф» за 350 000£. В новой команде игрок быстро стал основным игроком, выиграв конкуренцию за место в составе у Джо Ледли. Но пришедший во время сезона 2007/08 новый главный тренер Тони Капальди решил, что Ледли следует дать место в составе, и Уиттингем отправился в запас. К середине ноября «Кардифф» находился в зоне вылета. Боссы команды решили уволить Капальди и на его места назначили Дэйва Джонса. Новый тренер сразу вернул в состав Уиттингема и Криса Гантера. Джонс начал наигрывать Уиттингема на новой для него позиции правого полузащитника или вингера. Это принесло свои плоды. Игрок стал лучшим бомбардиром «Кардиффа» в 127-м розыгрыше Кубка Англии, а его команда дошла до финала, где уступила «Портсмуту» 0-1.
Сезон 2008/09 годов Уиттингем снова начал на позиции крайнего полузащитника. 26 августа он забил первый свой гол в сезоне в матче Кубка лиги против «Милтон-Кинс Донс». К ноябрю Уиттингем наряду с защитником команды Роджером Джонсоном были единственными игроками, выходившими на поле во всех матчах. Но 15 ноября Питер получил тяжёлую травму в матче против «Кристал Пэласа». По оценкам врачей игроку на восстановление должно было понадобиться не менее трёх месяцев. Но уже 26 декабря Уиттингем вышел на замену в концовке матча против «Рединга».
В первом матче сезона 2009/10 годов Уиттингем забил пенальти «Сканторпу» на новом стадионе «Кардифф Сити». Игра завершилась победой хозяев со счётом 4-0. Футболист также забивал мячи в первых двух раундах Кубка лиги против «Дагенем энд Редбридж» и «Бристоля». Став штатным пенальтистом команды, Уиттингем забил 8 мячей в первых 14 играх чемпионата. 14 ноября 2009 года спортсмен получил награду Игрока месяца. 24 апреля Уиттингем оформил хет-трик в матче против «Шеффилд Уэнсдей». А уже на следующий день вошёл в состав команды года по версии ПФА сезона 2009/10 годов.
Перед началом сезона 2010/11 годов «Кардифф» арендовал Крейга Беллами, а Уиттингем начал чемпионат на позиции центрального полузащитника. После восьми пенальти, забитых в предыдущем чемпионате, футболист не забил 2 пенальти в первых матчах нового сезона. Тренер Дэйв Джонс стал подумывать о том, чтобы доверить пробитие одиннадцатиметровых кому-нибудь ещё. Но уже следующий заработанный пенальти бил снова Уиттингем. И на этот раз он не промахнулся, а его команда одержала победу над «Ковентри» 2-1. 13 марта 2011 года Уиттингем забил великолепный гол с лёта в матче против «Барнсли». Этот мяч впоследствии был признан лучшим голом сезона по версии Футбольной лиги. По окончании сезона «Кардиффу» вновь не удалось выйти в Премьер-лигу, и стали поговаривать о переходе Уиттингема в «Норвич» или «Портсмут».
Тем не менее, несмотря на непрекращающиеся разговоры об уходе Уиттингема, новый главный тренер «Кардиффа» Малки Маккей настоял на том, чтобы игрок остался в команде. Футболист провёл первый матч нового сезона против «Вест Хэма». Первый мяч в сезоне Уиттингем забил «Оксфорду». В матче против «Бернли» спортсмен провёл свою 300-ю игру в лиге. Сезон 2011/12 годов Уиттингем провёл на привычном для себя высоком уровне, играя важную роль в центре полузащиты команды, забив несколько красивых мячей, в том числе прямыми ударами со штрафных. 22 ноября 2011 года игрок забил свой 50-й мяч в Чемпионшипе в матче против «Ковентри». В розыгрыше Кубка лиги «Кардифф» добрался до финала, где уступил «Ливерпулю» в серии послематчевых пенальти. По окончании сезона журнал FourFourTwo признал Уиттингема лучшим игроком вне Премьер-лиги. После этого он был назван и лучшим игроком «Кардиффа» в сезоне, а вскоре и выбран в команду года по версии ПФА во второй раз.
По окончании сезона 2011/12 годов вновь пошли слухи о переходе игрока в один из клубов Премьер-лиги. В частности, лондонский «Фулхэм» предлагал за футболиста 2,5 млн £. 28 августа 2012 года Уиттингем подписал новый трёхлетний контракт с «Кардиффом», положив тем самым конец слухам насчёт своёго будущего. Игрок ударно начал сезон 2012/13: 2 сентября в матче против «Вулверхэмптона» Уиттингем сделал хет-трик.